# Chrysobothris debilis
Chrysobothris debilis är en skalbaggsart som beskrevs av Leconte 1860. Chrysobothris debilis ingår i släktet Chrysobothris och familjen praktbaggar. Inga underarter finns listade i Catalogue of Life.